# Lithocarpus elizabethiae
Lithocarpus elizabethiae är en bokväxtart som först beskrevs av William James Tutcher, och fick sitt nu gällande namn av Alfred Rehder. Lithocarpus elizabethiae ingår i släktet Lithocarpus och familjen bokväxter. Inga underarter finns listade.